# 日本語放送
日本語放送（にほんごほうそう）とは、広義では日本語による放送全てを指すが、狭義では日本国外からの日本向けの日本語による国際放送を指す。以下では後者について説明する。

## 沿革

### 草創期
日本向け日本語放送は、1942年開始のアメリカのVOA（ボイス・オブ・アメリカ）、同年開始のソビエト連邦のモスクワ放送、1943年開始のイギリスのBBCワールドサービスなどが存在した。
第二次世界大戦中のことであり、いずれも連合国の敵国である大日本帝国に対する宣伝放送（プロパガンダ）を目的にしていた。太平洋戦争末期には、VOA（ボイス・オブ・アメリカ）は日本への空襲予告も行っていた。日本では短波放送の受信は、放送受信機関であるラヂオプレスを除き、一般国民は短波放送の受信は禁止されていたので、一部の人々は隠れて受信していた。この時代に敵国の放送の受信が発覚したら、スパイ容疑で特別高等警察（特高警察）に連行されて厳しい処罰（最悪の場合は死刑）になる可能性もあった。
一般国民の短波ラジオの所持や受信禁止されていることを承知していたアメリカ軍は、サイパン島を占拠すると、中波（AMラジオ）による日本語放送も開始した。AMラジオでも受信できるため、日本はこれに対して妨害電波（ジャミング）で対抗した。
もちろん、これに対して日本側もアメリカ人向けの「ラジオ・トウキョウ」（現在のNHKワールド・ラジオ日本）」の英語放送で「ゼロ・アワー」を実施していた。→詳細は東京ローズを参照。

### 最盛期
1945年8月15日の日本の敗戦によって一般国民の短波放送の受信禁止が解除された。アメリカのVOA（ボイス・オブ・アメリカ）は、1970年に「日本国内でアメリカ事情が充分に紹介されている」として日本向け日本語放送を廃止した。それまでの日本語放送は、宣伝放送（プロパガンダ）という負のイメージが強かったが、1970年代半ば～1980年代初めに日本での「BCLブーム」が起こり世界各国が日本語放送を開始した。欧米諸国では短波放送の受信（BCL）は、大人の趣味として認識されていたが、日本では聴取者層は小学生や中学生などの若年層が中心であった。好きな外国語の言葉を口ずさんで見せる小学生も現れた。芸人のタモリは北京放送のモノマネを持ち芸としていた。
第二次世界大戦後の1950年代～1990年代初めの東西冷戦の世界情勢を反映して、東側諸国（社会主義諸国）から、日本を含めた西側諸国（資本主義諸国）への宣伝放送（プロパガンダ）を実施していた。日本を含めた西側諸国（資本主義諸国）も対抗して東側諸国（社会主義諸国）への宣伝放送（プロパガンダ）を実施していた。また、キリスト教系などの宗教団体による宗教放送（FEBC、HCJBなど）の日本語放送なども存在していた。ソビエト連邦（現在のロシア）のモスクワ放送（現在のロシアの声）、中華人民共和国（中国）の北京放送（現在の中国国際放送）、朝鮮民主主義人民共和国（北朝鮮）の朝鮮中央放送（現在の朝鮮の声放送）などが日本向け日本語放送の宣伝放送（プロパガンダ）を実施していた。

### 衰退期
1980年代の改革開放、1990年代初めのソビエト連邦や東欧諸国での相次ぐ社会主義政権の崩壊によって東側の宣伝放送が終息。また1ドル360円の固定相場から変動相場に移行したことで日本人が海外旅行に行きやすくなり、BCL以外での海外情報も増えた。娯楽や通信手段も多様化し、1990年代半ば以降からのインターネットの普及などの影響によって聴取者数は急速に減少していった。
日本語放送の老舗であったオーストラリアのラジオ・オーストラリアやドイツ（旧西ドイツ）のドイチェ・ヴェレやイギリスのBBCワールドサービスも次々に1990年代初めに日本語放送を廃止した。その後開局した日本語放送は、モンゴルのモンゴルの声など僅かであり、日本の近隣諸国からの放送が中心となっている。2000年代以降には、世界各国で短波放送を縮小または廃止してインターネット放送が実施されるようになった。

## 日本向け日本語国際放送を実施する放送局

### アジア
- KBSワールドラジオ※（韓国）
- FEBC（HLAZ）（韓国）
- 台湾国際放送（RTI）※（台湾）
- 中国国際放送（CRI）※（中国）
- 朝鮮の声放送※（北朝鮮）
- ベトナムの声※（ベトナム）
- モンゴルの声※（モンゴル）
- ラジオ・タイランド※（タイ）
- インドネシアの声※（インドネシア）

### オセアニア
- HCJB（オーストラリア）：2006年6月3日 -
- ワールド・ハーベスト・ラジオ（KWHR）（アメリカ合衆国ハワイ州）→T8WH(パラオ)→ウズベキスタン・タシケント→WRMI(アメリカ合衆国マイアミ)
- KTWRフレンドシップ・ラジオ（KTWR）（アメリカ合衆国グアム）

### アメリカ
- RAE※（アルゼンチン）

### ヨーロッパ
- ラジオ・ノーザン・ヨーロッパ・インターナショナル（RNEI）（不定期、台湾送信）

※印は国営または公営放送を示す。

## かつて日本向け日本語国際放送を実施していた放送局

### アジア
- ラジオ・アフガニスタン※（アフガニスタン）
- イラン・イスラム共和国放送※（イラン）：1999年7月21日 - 2018年9月22日終了。
- スリランカ放送協会※（スリランカ）：1971年 - 1989年10月終了。
- ラジオ・フィリピン※（フィリピン）
- マニラ・コーリング（FEBC）（フィリピン）：1985年終了。
- ラジオ・ベリタス・アジア（フィリピン）：1976年 - 1992年終了。
- トルコの声※（トルコ）：2021 年終了[1][2]。

### オセアニア
- ラジオ・オーストラリア※（オーストラリア）：- 1990年12月31日終了。
- KATB（グアム）
- 太平洋の声・トランス・ワールド・ラジオ（KTWR）（グアム）：- 2007年3月24日終了。
- スーパーロック・KYOI（サイパン）：1982年12月21日 - 1989年終了。
- FEBC-KFBS（サイパン）
- ラジオ・ニュージーランド・インターナショナル※（ニュージーランド）
- Voice of Hope(ホープ・ラジオ)（パラオ）
- 希望の声（KSDA）（グアム）- 2010年10月31日終了。

### ヨーロッパ
- BBCワールドサービス（BBC）※（イギリス）：1943年7月 - 1991年3月30日終了。
- Bible Voice Broadcasting（イギリス）：2016年1月31日終了。
- RAIインターナショナル※（イタリア）：1964年6月終了。
- ドイチェ・ヴェレ※（ドイツ）：1969年5月15日 - 1999年12月31日終了。
- バチカン放送※（バチカン）：1959年2月 - 2001年3月25日終了。
- ラジオ・フランス・アンテルナショナル（RFI）※（フランス）
- IBRA（ポルトガル）
- 地中海の声（VOM）（マルタ）：1997年 - 2003年12月31日終了。
- オウム真理教放送（ロシア）：1995年3月23日終了。
- ロシアの声※（ロシア）：1942年 - 2014年終了。

### アメリカ
- ボイス・オブ・アメリカ（VOA）※（アメリカ合衆国）：1942年 - 1970年終了。
- 友情の声（KGEI - FEBC）（アメリカ合衆国）：1985年終了。
- Voice of Joy（アメリカ合衆国）
- KNLS-New Life Station（アメリカ合衆国アラスカ州）
- アンデスの声（HCJB）（エクアドル）：- 2000年12月31日。現在は、オーストラリア送信で放送されている。
- ラジオ・カナダ・インターナショナル※（カナダ）：1988年 - 1991年3月終了。
- ラジオ・メキシコ※（メキシコ）
- ファミリーラジオ（アメリカ合衆国）：2005年4月頃 -2017年頃終了

### その他
- 国連放送（国際連合）:1985年終了。

※印は国営または公営放送を示す。

## 外部サイト
- NHKワールド JAPAN（NHKのテレビ・ラジオによる国際放送）